# Street Racer (film)
Street Racer is een Amerikaanse film uit 2008 van The Asylum met Clint Browning.

## Verhaal
Na een gevangenisstraf uit gezeten te hebben vanwege het veroorzaken van een verkeersongeval waarbij een jonge jongen zwaargewond raakte probeert een illegale straatracer zijn leven weer op de rails te krijgen. Hij wordt echter gedwongen weer mee te doen aan illegale straatraces, terwijl hij dat zo graag achter zich zou laten.

## Rolverdeling
| Acteur             | Personage     |
| ------------------ | ------------- |
| Clint Browning     | Johnny Wayne  |
| Dorothy Drury      | Kelly         |
| Robert Pike Daniel | Red           |
| Jason Ellefson     | Mickey Styles |
| Dustin Fitzsimons  | Steve         |